# Али Арслан-хан
Али Арслан-хан (ум. в 998 году) (чагат. على ارسلان خان‎) — правитель и великий каган Караханидского каганата, правитель Кашгара и участник священной войны мусульман против буддийского государства Хотан где он пал смертью шахида в районе города Янгигисар. Сын великого кагана Муса Байташ Богра Кара-хана, племянник Харун Богра-хана и отец Наср ибн Али и Тоган-хана Ахмада. Его потомки в последствии основали алийскую ветвь караханидской династии которая правила в городах Мавераннахра.